# Gran Logia de Francia

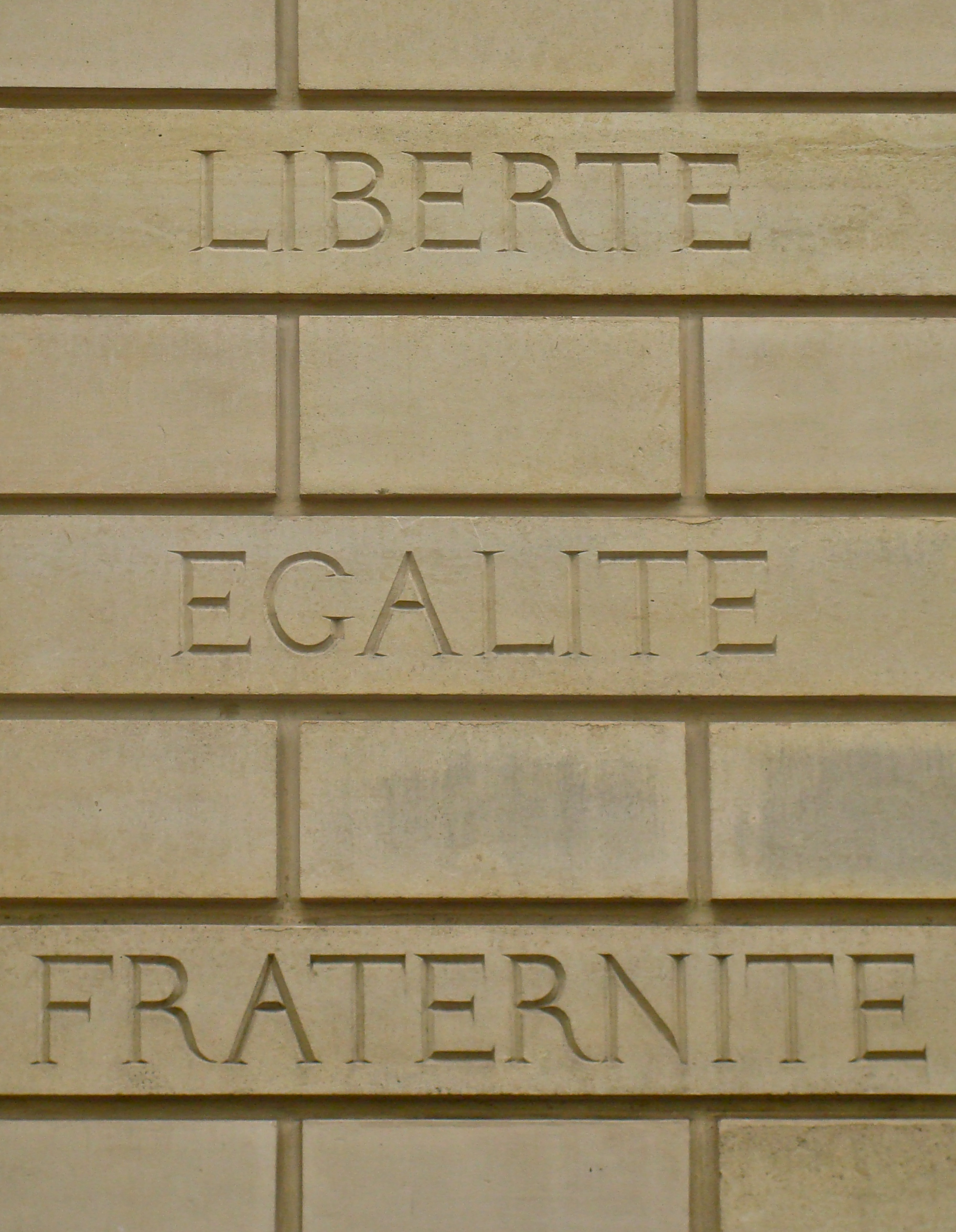
La divisa de la República francesa, Libertad, igualdad, fraternidad, es compartida por la Gran Logia de Francia

La Gran Logia de Francia es una de las principales obediencias masónicas regulares de Francia y de Europa, contando actualmente con más de 32.000 miembros. Cuando se habla de Gran Logia de Francia, es necesario distinguir dos obediencias que surgieron en momentos  diferentes, aunque manteniendo un nexo histórico entre ambas: la primera en 1738 y la segunda en 1894.

## Orígenes de la Gran Logia de Francia
Es frecuente encontrar en diversos medios la idea de que la primera Gran Logia de Francia fue fundada en 1728 por el Duque de Wharton, que anteriormente había sido gran maestre de la Gran Logia de Londres. Sin embargo, los historiadores masones franceses (en especial Albert Lantoine, de la Gran Logia de Francia) no consideran 1728 como año de la fundación de la Gran Logia de Francia. Las logias francesas existentes durante el primer tercio del siglo XVIII fueron fundadas por masones ingleses, con participación frecuente de franceses, pero sin constituir una Obediencia o Gran Logia nueva. Fue el Duque de Antin, quien, en 1738, fue elegido por diversas logias francesas "Gran Maestre general y perpetuo de los masones en el reino de Francia", con el respaldo del duque de Richmond*, quien le había iniciado como Aprendiz, Compañero y Maestro masón en la señera Logia de Aubigny (París). Según Albert G. Mackey, otro historiador masón, sería en 1743 cuando la Gran Logia británica habría "reconocido" a la formación del duque de Antin el título de "Gran Logia Inglesa de Francia", lo que carece absolutamente de respaldo documental, ya que la misma logia de Aubigny continuó figurando en las listas de logias dependientes directamente de la Gran Logia de Inglaterra hasta 1768, en que esa y otras logias francesas fueron eliminadas de tal lista "en prueba de amistad" hacia la Gran Logia de Francia (según el historiador Preston). Por ora parte, aquel primer Gran Maestre solo fue elegido por las logias de París y ello crearía problemas serios con las logias "de provincias". Problemas que, en cierto modo, cristalizaron mucho después con la escisión que dio nacimiento al Gran Oriente de Francia (1773). Carece de fundamento documental la extendida idea de que el duque de Wharton hubiera sido el primer Gran Maestre de una magmática y teórica Gran Logia de Francia que habría existido desde 1728. 
En 1799 se produjo la integración forzada de las logias subsistentes de la primera Gran Logia de Francia en el Gran Oriente de Francia. Tal integración se llevó a cabo por el deseo unificador imperativo de Napoleón Bonaparte, tratando de facilitar o simplificar su control de la Masonería francesa. Nunca logró el Gran Oriente de Francia integrar real y definitivamente a buen número de logias que se separaron del mismo tras aquel período. Primeramente lo hicieron en torno a la que había sido una de las más renombradas logias de la original Gran Logia de Francia: la "Logia del Contrato Social", fundada en 1766, que adoptó el nuevo nombre de "Logia de San Alejandro de Escocia", integrándose en una Gran Logia General Escocesa (1804) que más tarde, en 1821, tras la caída de Napoleón, pasó a llamarse "Gran Logia Central", bajo los auspicios del Supremo Consejo de Francia del Rito Escocés Antiguo y Aceptado.
Según Henry Fitzroy el título de duque de Richmond se extinguió después de 1536 (E.Reverón)

## La Gran Logia de Francia actual
La actual Gran Logia de Francia fue fundada en 1894 con ayuda del Supremo Consejo de Francia del Rito Escocés Antiguo y Aceptado, primero de los creados en Europa, en 1804, que administraba hasta esa fecha todos los grados de ese Rito, manteniendo su regularidad. El Supremo Consejo había reunido bajo su jurisdicción a muchas de las logias de la primera Gran Logia de Francia, creando una Gran Logia Central en la que se integraron cuantas no desearon seguir unidas al Gran Oriente de Francia tras el período napoleónico. La nueva Gran Logia de Francia de 1894 surgió, pues, de aquella Gran Logia Central y a ella se unieron también las logias de la Gran Logia Simbólica Escocesa, creada en 1880 por algunas logias simbólicas que se independizaron del Supremo Consejo de Francia. En una de aquellas logias de la Gran Logia Simbólica Escocesa se había llevado a cabo, sin autorización, la iniciación de la sufragista María Deraismes, quien se retira cinco meses después de su iniciación y la obtención de su maestría, subsiguientemente cofundadora (con Georges Martin) de la Obediencia mixta Orden Masónica Mixta Internacional Le Droit Humain
Todas las logias de la Gran Logia de Francia, excepto tres (por razones históricas), practican el Rito Escocés Antiguo y Aceptado en sus tres primeros grados, denominados simbólicos: aprendiz, compañero y maestro. 
La Gran Logia de Francia recoge e integra en su Constitución los "antiguos deberes" masónicos y señala los parámetros o "linderos" que considera indispensables para definir la regularidad masónica. Entre ellos, sus logias (en Francia y en otros países) deben trabajar "a la Gloria del Gran Arquitecto del Universo", al que se describe como Supremo Principio Creador (Convento mundial de Lausana del Rito Escocés Antiguo y Aceptado, de 1876), no definible con arreglo a criterios teológicos convencionales y que sus miembros son libres de matizar según sus convicciones. El método de trabajo en las logias de la Gran Logia de Francia exige siempre la referencia a Tres Grandes Luces que define como: Volumen de la Ley Sagrada, Escuadra y Compás. 
El término "sagrado" es aplicado en la Gran Logia de Francia a todos los conceptos o elementos que simbolizan el compromiso de los masones con cuanto eleva al Hombre hacia un conocimiento que trasciende la mera materialidad del mundo inmediatamente observable, abriendo su mente a valores que considera superiores. El Volumen o Libro de la Ley Sagrada, simbolizado por la Biblia en el sistema o método ritual de las logias de la Gran Logia de Francia, expresa o plasma una línea o conjunto de principios éticos universales a través de los hechos históricos, las leyendas y los mitos tradicionales que recoge. En ellos se inspira, en muy gran parte y replanteándolos, la didáctica iniciática del método Escocés y por ello la Biblia es referente "sagrado" para los trabajos de la logia, sin implicar esto ningún planteamiento sobre el carácter de "Libro revelado" que diversas religiones le atribuyen. Sobre el Volumen Sagrado, coronándolo, se sitúan la Escuadra y el Compás, que simbolizan las virtudes o capacidades humanas indispensables para la búsqueda del conocimiento iniciático en la Gran Logia de Francia.
Esta Obediencia masónica es una federación de logias masculinas (más de 760, activas en 2006) que, a través de sus representantes, directamente elegidos por cada una de ellas, eligen a su vez un Gran Maestre/Presidente y un Consejo Federal que la administran, contando con una pluralidad de comisiones de trabajo. La Asamblea o Convento de los representantes de las logias se reúne dos veces al año. Se rige por una Constitución, desarrollada en sus Reglamentos Generales. No pueden tratarse en las logias temas políticos ni religiosos.
La Gran Logia de Francia tiene bajo sus auspicios logias situadas fuera del territorio francés (como es frecuente en Masonería), en espera de que lleguen a poder formar, en sus territorios y en algún momento, Obediencias independientes. Esta Obediencia masónica regular tradicional no tiene concertado, sin embargo, ningún Tratado oficial de reconocimiento mutuo con la Gran Logia Unida de Inglaterra ni con el Gran Oriente de Francia, teniendo únicamente acordadas determinadas relaciones administrativas amistosas y muy fraternales de colaboración con esas Obediencias. Ni Inglaterra, ni el Gran Oriente de Francia, ponen en duda la regularidad plena de la Gran Logia de Francia, a pesar de no existir tratados. La Gran Logia mantiene sin embargo múltiples tratados de amistad y reconocimiento con buena parte de las potencias masónicas regulares a nivel mundial, incluso con algunas que mantienen tratados directos con la Gran Logia Unida de Inglaterra. La Gran Logia de Francia entra entre las denominadas practicantes de Masonería Regular Tradicional Francesa, línea regular conservadora a la que pertenecen sus aliadas nacionales, Gran Logia Masónica de la Alianza Francesa, Gran Logia Independiente de Francia, Gran Logia Tradicional de Francia, entre otras que en su conjunto no solo son de las más importantes de Francia sino también de Europa todas consideradas regulares y que en su conjunto sumados a los 32. 000 miembros de la Gran Logia de Francia, superan los 60.000 masones.

## Miembros conocidos
- Albert Vigneau